# Арва
Арва (Арвах; англ. Arvagh, также Arva; ирл. Ármhach, «поле битвы») — деревня в Ирландии, находится в графстве Каван (провинция Ольстер) на границе с графствами Лонгфорд и Лейтрим.
В Арве есть отель (с рестораном, бассейном, баром, ночным клубом, спа и тренажёрным залом) и несколько пабов.
В XIX веке здесь был построен рынок, стоящий до сих пор. В 1841 году здесь было 4 паба, и торговля имела для поселения очень большое значение.

## Демография
Население — 364 человека (по переписи 2006 года). В 2002 году население составляло 357 человек.
Данные переписи 2006 года:
| Общие демографические показатели |               |                               |                               |      |      |
| Всё население                    | Всё население | Изменения населения 2002—2006 | Изменения населения 2002—2006 | 2006 | 2006 |
| 2002                             | 2006          | чел.                          | %                             | муж. | жен. |
| 357                              | 364           | 7                             | 2                             | 195  | 169  |